# Hans Georg Bender
Hans Georg Bender (* 31. März 1943 in Wuppertal) ist ein deutscher Gynäkologe und Geburtshelfer.

## Leben und Wirken
Hans Georg Bender studierte von 1962 bis 1968 Medizin an den Universitäten Freiburg, München und Münster. Mit dem Staatsexamen wurde er 1968 in Münster auch promoviert. Danach war er als wissenschaftlicher Assistent an der Universitätsfrauenklinik Düsseldorf von 1969 bis 1977 tätig, wo er seine Weiterbildung zum Facharzt für Frauenheilkunde und Geburtshilfe erlangte. 1978 wurde er dort habilitiert, zum Oberarzt und Privatdozenten ernannt. Von 1978 bis 1979 absolvierte Bender eine wissenschaftliche Weiterbildung am Memorial Sloan-Kettering Cancer Center in New York, an der Mayo Clinic Rochester, am Massachusetts General Hospital Boston und an der University of California, San Diego. Danach war er erneut als Oberarzt an der Universitätsfrauenklinik Düsseldorf tätig, wo er 1982 zum C3-Professor berufen wurde. 1989 wurde Bender in Nachfolge von Heinrich Schmidt-Matthiesen als C4-Professor an die Johann Wolfgang Goethe-Universität Frankfurt am Main berufen und zum Leiter der Abteilung für Gynäkologische Onkologie ernannt. Hier war er bis 1993 tätig. 1993 wurde Hans Georg Bender als C4-Professor, Nachfolger von Lutwin Beck und Direktor der Universitäts-Frauenklinik erneut nach Düsseldorf berufen. Er leitete die Klinik bis zu seiner Emeritierung im Jahr 2008.
Hans Georg Bender hat die klinische und wissenschaftliche Entwicklung der gynäkologischen Onkologie in Deutschland maßgeblich mitgeprägt. Weitere klinische und wissenschaftliche Schwerpunkte waren die operative Gynäkologie, Geburtshilfe und Perinatologie, gynäkologische Infektiologie.
Von 2000 bis 2002 war er Präsident der Deutschen Gesellschaft für Gynäkologie und Geburtshilfe und von 1999 bis 2009 Vorsitzender der Krebsgesellschaft Nordrhein-Westfalen. Seit 2001 ist Hans Georg Bender Mitglied der Deutschen Akademie der Naturforscher Leopoldina (Teilsektion Gynäkologie).

## Ehrungen
- 2011: Verdienstkreuz 1. Klasse der Bundesrepublik Deutschland[3]

## Schriften (Auswahl)
Hans Georg Bender war Herausgeber mehrerer Teile der mehrbändigen „Klinik der Frauenheilkunde und Geburtshilfe“ und ist seit 1989 Mitherausgeber der Zeitschrift „Der Gynäkologe“.
- Untersuchungen zur Pathogenese der Blutungsneigung bei Urämie: Unter besonderer Berücksichtigung der Behandlung mit Peritoneal- und Hämo-Dialyse. Dissertation, Westfälische Wilhelms-Universität, 1968
- Morphologische Grundlagen und perinatologische Bedeutung der Plazenta-Insuffizienz. Habilitationsschrift, Heinrich-Heine-Universität Düsseldorf, 1978
- mit Jörg Baltzer: Gynäkologische Onkologie. Thieme Verlag, Stuttgart 1984, ISBN 3136549015
- mit Lutwin Beck: Operative Gynäkologie. Springer Verlag, 1986, ISBN 3540159630
- mit Wolfgang Distler: Der Beckenboden der Frau. Springer Verlag, 1992, ISBN 3540547053
- Perspektiven molekularer Therapien in der Onkologie. Zuckschwerdt Verlag, 2001, ISBN 3886037223
- mit Volkmar Küppers: Blickdiagnostik Vulva. Urban und Fischer Verlag, 2003, ISBN 3437232703